# Gouvernement Anastasiádis II
 (août 2023).
Si vous disposez d'ouvrages ou d'articles de référence ou si vous connaissez des sites web de qualité traitant du thème abordé ici, merci de compléter l'article en donnant les références utiles à sa vérifiabilité et en les liant à la section « Notes et références ».
République de Chypre
Anastasiádis I Christodoulídis
Le gouvernement Anastasiádis II (en grec : Κυβέρνηση Νίκου Αναστασιάδη II) est le treizième gouvernement de la république de Chypre entre le 1er mars 2018 et le 1er mars 2023.
Il est dirigé par le président de la République Níkos Anastasiádis et repose uniquement sur son parti, le Rassemblement démocrate. Il est formé après la réélection d'Anastasiádis lors de l'élection présidentielle. Il cède le pouvoir au gouvernement de Níkos Christodoulídis à la suite de l'élection présidentielle de 2023.

## Historique du mandat
Dirigé par le président de la République conservateur sortant Níkos Anastasiádis, ce gouvernement est constitué et soutenu par le Rassemblement démocrate (DISY) et le Mouvement écologiste - Coopération citoyenne (KO-SP). Ensemble, ils disposent de 20 députés sur 56, soit 35,7 % des sièges de la Chambre des représentants.
Il est formé à la suite de l'élection présidentielle des 28 janvier et 4 février 2018.
Il succède donc au premier gouvernement de Níkos Anastasiádis.

### Formation
Au cours du scrutin, le chef de l'État sortant décide de se représenter. Le second tour voit s'opposer Anastasiádis, candidat du DISY, et Stávros Malás, candidat de l'AKEL. Le conservateur s'impose alors largement, totalisant plus de 56 % des voix.
Il entre en fonction le 28 février et nomme son gouvernement le lendemain, qui compte 7 indépendants et une femme sur 11 ministres. Contrairement au premier cabinet d'Anastasiádis, ce dernier ne bénéficie du soutien que d'une seule autre force politique, qui ne dispose d'aucun ministre.

### Évolution
Le chef de l'État procède le 3 décembre 2019 à un remaniement ministériel, qui voit notamment le départ du ministre des Finances Kháris Georgiádis au profit du ministre de l'Intérieur Konstantínos Petrídis. Les ministères de l'Éducation et des Transports sont également concernés.

## Composition

### Initiale (1ermars 2018)
| Fonction | Titulaire | Titulaire                                             | Parti |
| --- | --------- | ----------------------------------------------------- | ----- |
| Président de la République |           | Níkos Anastasiádis                                    | DISY  |
| Ministre des Affaires étrangères |           | Níkos Khristodoulídis                                 | DISY  |
| Ministre de l'Intérieur |           | Konstantínos Petrídis                                 | DISY  |
| Ministre des Finances |           | Kháris Georgiádis                                     | DISY  |
| Ministre de l'Énergie, du Commerce, de l'Industrie et du Tourisme Ministre de l'Énergie, du Commerce et de l'Industrie (02/01/2019) |           | Giórgos Lakkotrýpis                                   | Sans  |
| Ministre du Travail et de la Sécurité sociale                                                                                       |           | Zéta Aimilianídou                                     | Sans  |
| Ministre de l'Agriculture, des Ressources naturelles et de l'Environnement                                                          |           | Kóstas Kadís                                          | Sans  |
| Ministre de l'Éducation et de la Culture Ministre de l'Éducation, de la Culture, des Sports et de la Jeunesse (09/07/2019)          |           | Kóstas Khampiaoúris                                   | Sans  |
| Ministre de la Justice et de l'Ordre public                                                                                         |           | Ionás Nikoláou (jusqu'au 01/06/2019) Giorgos Savvides | DISY  |
| Ministre de la Défense |           | Sávvas Angelídis                                      | Sans  |
| Ministre des Transports, des Communications et des Travaux publics                                                                  |           | Vasilikí Anastasiádou                                 | Sans  |
| Ministre de la Santé |           | Konstantínos Ioánnou                                  | Sans  |
| Porte-parole du gouvernement |           | Pródomos Prodrómou                                    | DISY  |
| |           |                                                       |       |
| Secrétaire d’État chargé des Affaires maritimes                                                                                     |           | Natása Pileídou                                       | DISY  |
| Secrétaire d’État du Président |           | Vasílis Pálmas                                        | Sans  |
| Secrétaire d'État chargé du Tourisme (02/01/2019)                                                                                   |           | Sávvas Perdíos                                        | Sans  |

### Remaniement du3 décembre 2019
- Les nouveaux ministres sont indiqués en gras, ceux ayant changé d'attributions en italique.

| Fonction                                                                   | Titulaire | Titulaire             | Parti |
| -------------------------------------------------------------------------- | --------- | --------------------- | ----- |
| Président de la République                                                 |           | Níkos Anastasiádis    | DISY  |
| Ministre des Affaires étrangères                                           |           | Níkos Khristodoulídis | DISY  |
| Ministre de l'Intérieur                                                    |           | Níkos Nourís          | DISY  |
| Ministre des Finances                                                      |           | Konstantínos Petrídis | DISY  |
| Ministre de l'Énergie, du Commerce et de l'Industrie                       |           | Giórgos Lakkotrýpis   | Sans  |
| Ministre du Travail et de la Sécurité sociale                              |           | Zéta Aimilianídou     | Sans  |
| Ministre de l'Agriculture, des Ressources naturelles et de l'Environnement |           | Kóstas Kadís          | Sans  |
| Ministre de l'Éducation, de la Culture, des Sports et de la Jeunesse       |           | Pródomos Prodrómou    | DISY  |
| Ministre de la Justice et de l'Ordre public                                |           | Giorgos Savvides      | DISY  |
| Ministre de la Défense                                                     |           | Sávvas Angelídis      | Sans  |
| Ministre des Transports, des Communications et des Travaux publics         |           | Giánnis Karoúsos      | Sans  |
| Ministre de la Santé                                                       |           | Konstantínos Ioánnou  | Sans  |

### Remaniement du29 juin 2020
- Les nouveaux ministres sont indiqués en gras, ceux ayant changé d'attributions en italique.

| Fonction                                                                   | Titulaire | Titulaire                                                 | Parti |
| -------------------------------------------------------------------------- | --------- | --------------------------------------------------------- | ----- |
| Président de la République                                                 |           | Níkos Anastasiádis                                        | DISY  |
| Ministre des Affaires étrangères                                           |           | Níkos Khristodoulídis                                     | DISY  |
| Ministre de l'Intérieur                                                    |           | Níkos Nourís                                              | DISY  |
| Ministre des Finances                                                      |           | Konstantínos Petrídis                                     | DISY  |
| Ministre de l'Énergie, du Commerce et de l'Industrie                       |           | Giórgos Lakkotrýpis (jusqu'au 10/07/2020) Natása Pileídou | Sans  |
| Ministre du Travail et de la Sécurité sociale                              |           | Zéta Aimilianídou                                         | Sans  |
| Ministre de l'Agriculture, des Ressources naturelles et de l'Environnement |           | Kóstas Kadís                                              | Sans  |
| Ministre de l'Éducation, de la Culture, des Sports et de la Jeunesse       |           | Pródomos Prodrómou                                        | DISY  |
| Ministre de la Justice et de l'Ordre public                                |           | Émily Giolíti                                             | Sans  |
| Ministre de la Défense                                                     |           | Kharálambos Petrídis                                      | Sans  |
| Ministre des Transports, des Communications et des Travaux publics         |           | Giánnis Karoúsos                                          | Sans  |
| Ministre de la Santé                                                       |           | Konstantínos Ioánnou                                      | Sans  |

### Remaniement du22 juin 2021
- Les nouveaux ministres sont indiqués en gras, ceux ayant changé d'attributions en italique.

| Fonction                                                                   | Titulaire | Titulaire                                                                  | Parti |
| -------------------------------------------------------------------------- | --------- | -------------------------------------------------------------------------- | ----- |
| Président de la République                                                 |           | Níkos Anastasiádis                                                         | DISY  |
| Ministre des Affaires étrangères                                           |           | Níkos Khristodoulídis (jusqu'au 12/01/2022) Ioánnis Kasoulídis             | DISY  |
| Ministre de l'Intérieur                                                    |           | Níkos Nourís                                                               | DISY  |
| Ministre des Finances                                                      |           | Konstantínos Petrídis                                                      | DISY  |
| Ministre de l'Énergie, du Commerce et de l'Industrie                       |           | Natása Pileídou                                                            | Sans  |
| Ministre du Travail et de la Sécurité sociale                              |           | Zéta Aimilianídou († 06/06/2022) Kyriákos Koúsios (à partir du 27/06/2022) | Sans  |
| Ministre de l'Agriculture, des Ressources naturelles et de l'Environnement |           | Kóstas Kadís                                                               | Sans  |
| Ministre de l'Éducation, de la Culture, des Sports et de la Jeunesse       |           | Pródomos Prodrómou                                                         | DISY  |
| Ministre de la Justice et de l'Ordre public                                |           | Stéphi Drákou                                                              | Sans  |
| Ministre de la Défense                                                     |           | Kharálambos Petrídis                                                       | Sans  |
| Ministre des Transports, des Communications et des Travaux publics         |           | Giánnis Karoúsos                                                           | Sans  |
| Ministre de la Santé                                                       |           | Mikhális Khatzipantélas                                                    | Sans  |